# 東英金融集團
東英金融集團有限公司，簡稱東英金融集團（英語：Oriental Patron Financial Group Limited），在1993年由張志平和张高波創立。
現時業務在香港和國內經營提供顧問、融資、投資、證券及研究，包括上市公司東英金融投資，而策略投資包括海南美蘭機場、凱順能源、中孚實業股份有限公司等。
總部位於香港中環交易廣場2期27樓2701-3及2705-8室。
2010年9月，東英金融集團與中國投資有限責任公司成立合資公司投資哈薩克斯坦農業。

## 連結
- Oriental-Patron.com.hk （页面存档备份，存于）